# Ciampino

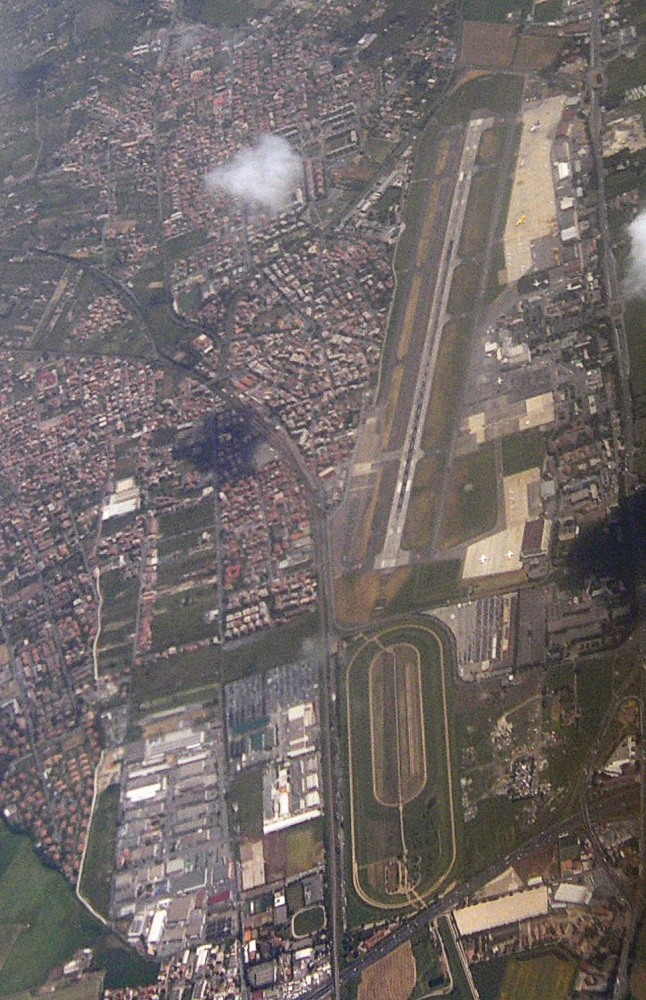
Luchthaven Rome-Ciampino

Ciampino is een gemeente in de Italiaanse provincie Rome (regio Latium) en telt 37.529 inwoners (31-12-2004). De oppervlakte bedraagt 11,0 km², de bevolkingsdichtheid is 3265 inwoners per km². In de gemeente ligt het vliegveld Rome Ciampino.

## Demografie
Ciampino telt ongeveer 13436 huishoudens. Het aantal inwoners steeg in de periode 1991-2001 met 1,1% volgens cijfers uit de tienjaarlijkse volkstellingen van ISTAT.
| Jaar | Inwoneraantal |
| ---- | ------------- |
| 1991 | 35.685        |
| 2001 | 36.074        |

## Geografie
De gemeente ligt op ongeveer 124 m boven zeeniveau.
Ciampino grenst aan de volgende gemeenten: Grottaferrata, Marino, Rome.